# Guerra d'Italia del 1542-1546
La guerra d'Italia del 1542–46 fu uno dei conflitti finali delle guerre d'Italia, e vide Francesco I di Francia e Solimano il Magnifico dell'Impero ottomano combattere uniti contro Carlo V ed Enrico VIII d'Inghilterra. Il corso della guerra fu caratterizzato da una lunga serie di combattimenti in Italia, Francia e nei Paesi Bassi, oltre che da tentativi di invasione di Spagna e Inghilterra. Il conflitto risultò inconcludente e rovinosamente costoso per i principali paesi in lotta.
La guerra nacque dal fallimento della tregua di Nizza, che aveva concluso la guerra d'Italia del 1535, per tentare di risolvere il lungo conflitto tra Carlo e Francesco, in particolare sulle loro richieste divergenti rispetto al Ducato di Milano. Avendo trovato un pretesto adeguato, nel 1542 Francesco dichiarò ancora una volta guerra al suo nemico perpetuo. Gli scontri incominciarono subito nei Paesi Bassi e l'anno successivo vide l'alleanza franco-ottomana all'attacco con l'assedio di Nizza e una serie di manovre nel nord Italia, culminate nella sanguinosa battaglia di Ceresole. Carlo ed Enrico procedettero poi a invadere la Francia, ma il lungo assedio di Boulogne e quello di Saint Dizier impedirono un'offensiva decisiva contro i francesi.
Carlo venne a patti con Francesco col trattato di Crépy alla fine del 1544, ma tutto fu rimesso in discussione meno di un anno dopo a causa della morte del figlio minore di Francesco, Carlo II d'Orléans, la cui proposta di matrimonio con una parente dell'imperatore era stata la pietra angolare del trattato. Enrico, rimasto solo ma non volendo lasciare Boulogne ai francesi, continuò a combattere fino al 1546, quando il trattato di Ardres ristabilì la pace tra Francia e Inghilterra. Le morti di Francesco e di Enrico, nei primi mesi del 1547, lasciarono la risoluzione delle guerre d'Italia ai loro successori.

## Antefatto
La tregua di Nizza, che aveva concluso la guerra d'Italia del 1535-1538, aveva dato minime risoluzioni al lungo conflitto tra il Sacro Romano Imperatore e il Re di Francia; anche se le ostilità erano finite con un'intesa prudente, nessuno dei due monarchi era soddisfatto dell'esito della guerra. Francesco continuava a nutrire il desiderio di riavere il Ducato di Milano, sul quale rivendicava una pretesa dinastica; Carlo, da parte sua, insisteva sul fatto che Francesco si adeguasse finalmente ai termini del trattato di Madrid, a cui il re di Francia era stato costretto durante la sua prigionia in Spagna dopo la Guerra d'Italia del 1521-1526. Altre rivendicazioni contrastanti di vari territori — di Carlo per la Borgogna e di Francesco per Napoli e le Fiandre — rimasero motivi di contesa.
I negoziati tra le due potenze proseguirono tra il 1538 e il 1539. Nel 1539 Francesco invitò Carlo — che stava fronteggiando una ribellione nei Paesi Bassi — a viaggiare attraverso la Francia per far ritorno in Spagna. Carlo accettò e fu riccamente ricevuto, ma mentre era disposto a discutere di questioni religiose con il suo ospite — essendo in atto la Riforma protestante — tergiversò sulla questione delle differenze politiche, e nessuna decisione era stata presa al momento di lasciare il suolo francese.
Nel marzo del 1540 Carlo propose di risolvere la questione facendo sposare Maria di Spagna con il figlio minore di Francesco, Carlo II d'Orléans; i due avrebbero poi ereditato i Paesi Bassi, il Ducato di Borgogna e la contea di Charolais dopo la morte dell'imperatore. Francesco, nel frattempo, avrebbe dovuto rinunciare alle sue pretese sui ducati di Milano e di Savoia, ratificare i trattati di Madrid e Cambrai e unirsi in alleanza con Carlo. Francesco, considerando la perdita di Milano un prezzo troppo alto da pagare per il futuro possesso dei Paesi Bassi, non era disposto a ratificare i trattati e il 24 aprile fece una controproposta, accettando di cedere Milano in cambio della ricezione immediata dei Paesi Bassi. I negoziati continuarono per settimane senza fare progressi, e vennero abbandonati nel giugno 1540.

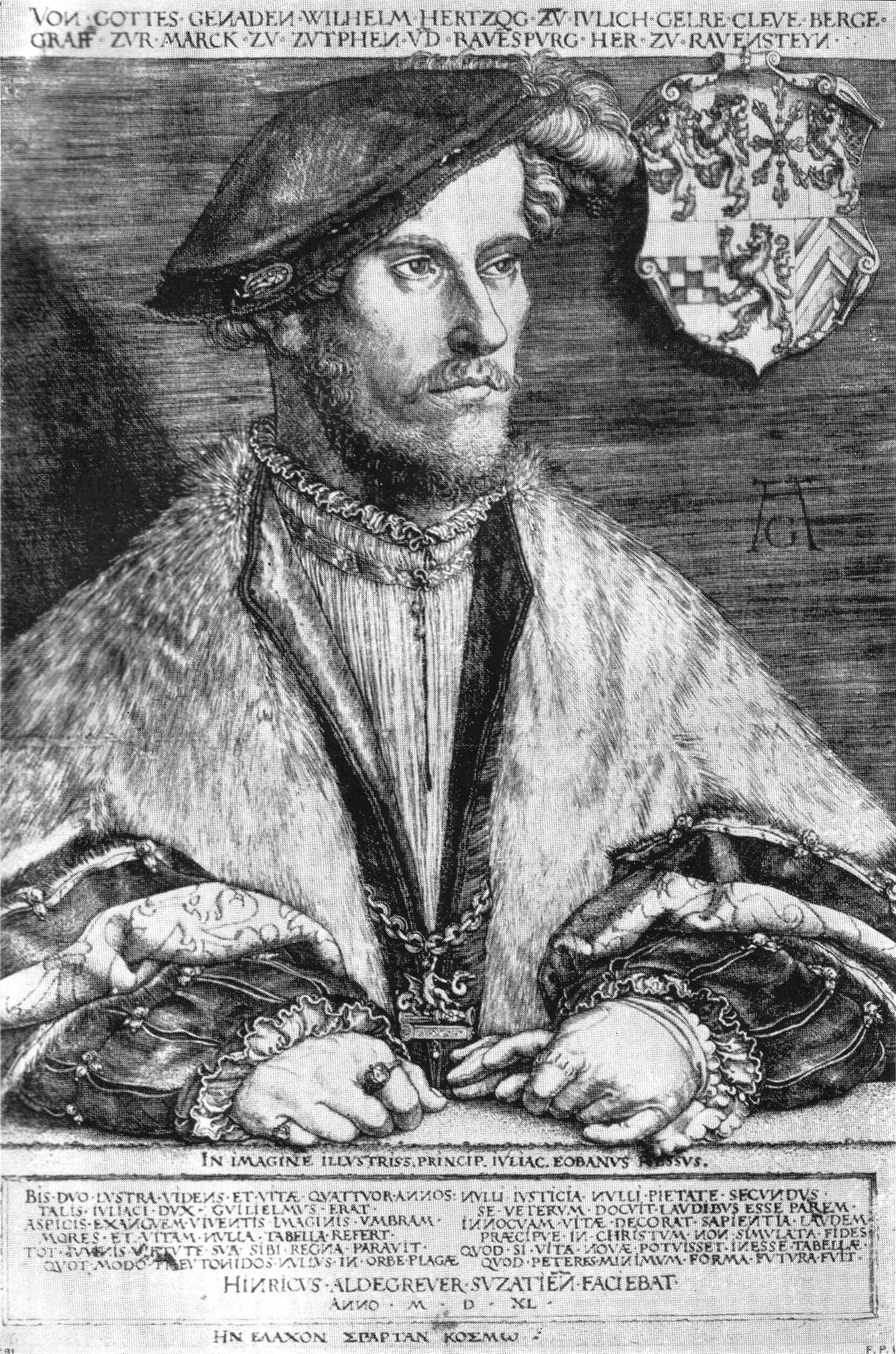
Guglielmo di Jülich-Kleve-Berg (incisione di Heinrich Aldegrever, c. 1540). Guglielmo si alleò con Francesco I, sposando Giovanna III di Navarra, ma venne sconfitto da Carlo V.

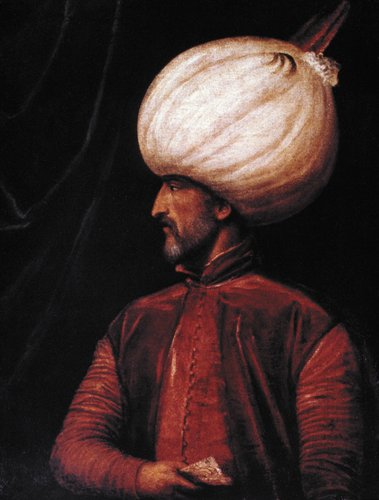
Solimano il Magnifico (dipinto di scuola veneziana del XVI secolo).

Francesco presto cominciò a raccogliere nuovi alleati alla sua causa. Guglielmo di Jülich-Kleve-Berg, che era stato impegnato nelle guerre di Gheldria, una disputa con Carlo per la successione nella contea di Gheldria, suggellò la sua alleanza con Francesco sposando la nipote del re di Francia, Giovanna III di Navarra. Francesco cercò un'alleanza con la Lega di Smalcalda, ma questa esitò; dal 1542, i restanti potenziali alleati francesi nel nord della Germania avevano raggiunto intese con l'imperatore. Gli sforzi francesi verso oriente furono più proficui, portando a un rinnovo dell'alleanza franco-ottomana. Solimano il Magnifico cercò di distrarre Carlo dai progressi ottomani in Ungheria, incoraggiando la rottura franco-imperiale.
Il 4 luglio 1541, tuttavia, l'ambasciatore francese alla corte ottomana, Antonio Rincon, venne ucciso dalle truppe imperiali mentre stava viaggiando nei pressi di Pavia. In risposta alle proteste di Francesco, Carlo negò ogni responsabilità, promettendo di condurre un'inchiesta con l'assistenza del Papa; egli aveva dei piani per una campagna in Nord Africa e non voleva avere altri combattimenti in Europa.
Alla fine di settembre del 1541 Carlo era a Maiorca per preparare un attacco ad Algeri; Francesco, che considerava inopportuno attaccare un cristiano che stava combattendo i musulmani, promise di non dichiarare guerra finché l'imperatore era occupato nella campagna. La spedizione imperiale fu del tutto infruttuosa: temporali dispersero la flotta degli invasori subito dopo lo sbarco iniziale e Carlo tornò in Spagna con il resto delle sue truppe a novembre. L'8 marzo 1542 il nuovo ambasciatore francese, Antoine Escalin des Aimars, tornò da Costantinopoli con promesse di aiuti da parte degli ottomani contro Carlo. Francesco dichiarò guerra il 12 luglio enumerando diversi affronti subiti; fra questi l'assassinio di Rincon, che egli definì «una ferita così grande, così detestabile e così strana in chi porta il titolo e la qualità del principe, che non può essere in alcun modo perdonata, subita o sopportata».

## Mosse iniziali verso il trattato di Venlo
I francesi lanciarono subito un'offensiva su due fronti contro Carlo. A nord il duca di Orléans attaccò il Lussemburgo catturando in breve la città; a sud un esercito più numeroso, comandato da Claude d'Annebault e dal figlio maggiore di Francesco, il Delfino Enrico, assediò senza successo la città di Perpignano, nella parte settentrionale della Spagna. Francesco era nel frattempo a La Rochelle con una proposta di riforma fiscale della "gabella" per sedare una rivolta causata dal malcontento popolare.

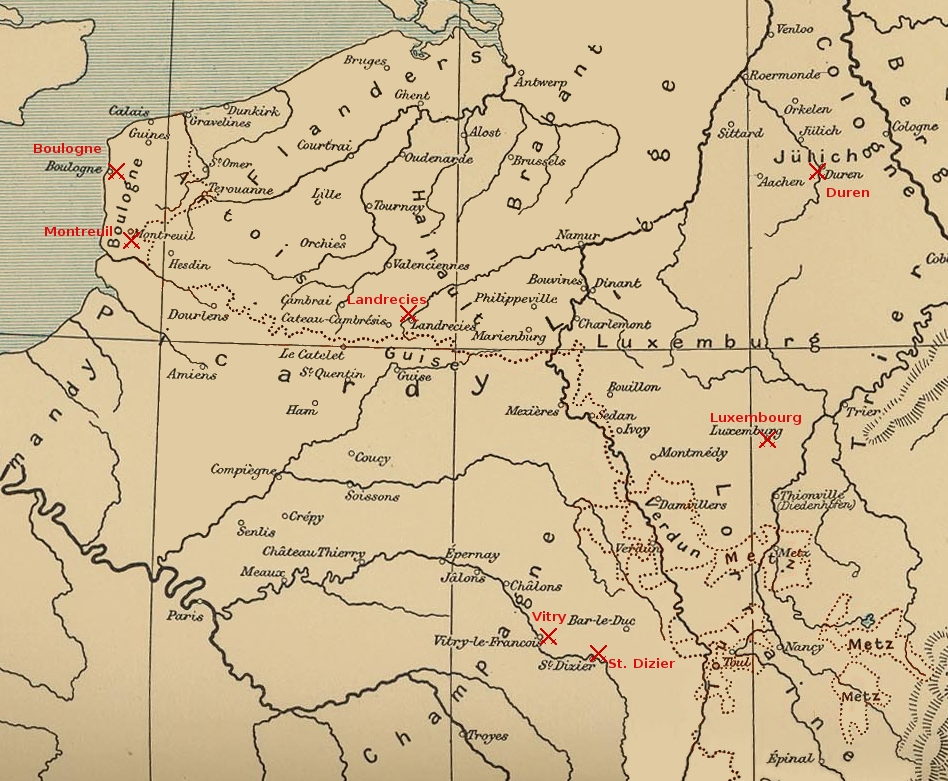
Battaglie e assedi nel nord della Francia e nei Paesi Bassi durante la guerra.

Ormai i rapporti tra Francesco ed Enrico VIII stavano precipitando. Enrico — già irritato dal rifiuto francese di pagare i vari tributi che gli erano dovuti secondo gli ultimi trattati — doveva fronteggiare la potenziale interferenza francese in Scozia, dove era impigliato nel bel mezzo di un tentativo di far sposare suo figlio con Maria Stuarda e dove si sarebbe arrivati alla guerra detta del "Brutale corteggiamento". Il re d'Inghilterra aveva intenzione di incominciare una guerra contro Francesco già nell'estate del 1543, ma negoziare un trattato in tal senso con l'imperatore si rivelava difficile; dal momento che Enrico era, agli occhi di Carlo, uno scismatico, l'imperatore non poteva promettere di difenderlo contro gli attacchi, né firmare qualsiasi trattato che si riferisse a lui come capo della Chiesa — entrambi punti su cui insisteva Enrico. Le trattative proseguirono per settimane e infine, l'11 febbraio 1543, Enrico e Carlo firmarono un trattato di alleanza offensiva, impegnandosi a invadere la Francia entro due anni. Nel maggio 1543 Enrico inviò a Francesco un ultimatum minacciando l'inizio del conflitto entro venti giorni, e il 22 giugno dichiarò guerra.
Le ostilità divamparono in tutta la Francia settentrionale. Su ordine di Enrico, Sir John Wallop attraversò la Manica a Calais con un esercito di 5 000 uomini, da utilizzare nella difesa dei Paesi Bassi. I francesi, guidati da Antonio di Borbone-Vendôme, conquistarono Lillers in aprile, e a giugno d'Annebault prese Landrecies. Guglielmo di Jülich-Kleve-Berg entrò apertamente in guerra a fianco di Francesco invadendo il Brabante, e gli scontri incominciarono anche nell'Artois e nell'Hainaut. Francesco fermò il suo esercito vicino Rheims senza alcuna spiegazione logica; nel frattempo, Carlo attaccava Guglielmo di Jülich-Kleve-Berg, invadendo il Ducato di Jülich e conquistando Düren.
Preoccupato per la sorte del suo alleato, Francesco ordinò al duca di Orléans e a d'Annebault di attaccare il Lussemburgo, che presero il 10 settembre, ma era ormai troppo tardi per Guglielmo, visto che questi aveva già ceduto il 7 settembre, firmando il trattato di Venlo con Carlo. Secondo i termini del trattato, Guglielmo dovette concedere la signoria del Ducato di Gheldria e della Contea di Zutphen a Carlo e aiutarlo a sopprimere la Riforma. Carlo ora avanzava per assediare Landrecies in cerca di battaglia con Francesco, ma, dopo un breve assedio, Francesco si ritirò a San Quintino il 4 novembre, lasciando l'imperatore libero di marciare a nord e conquistare Cambrai.

## Nizza e Lombardia

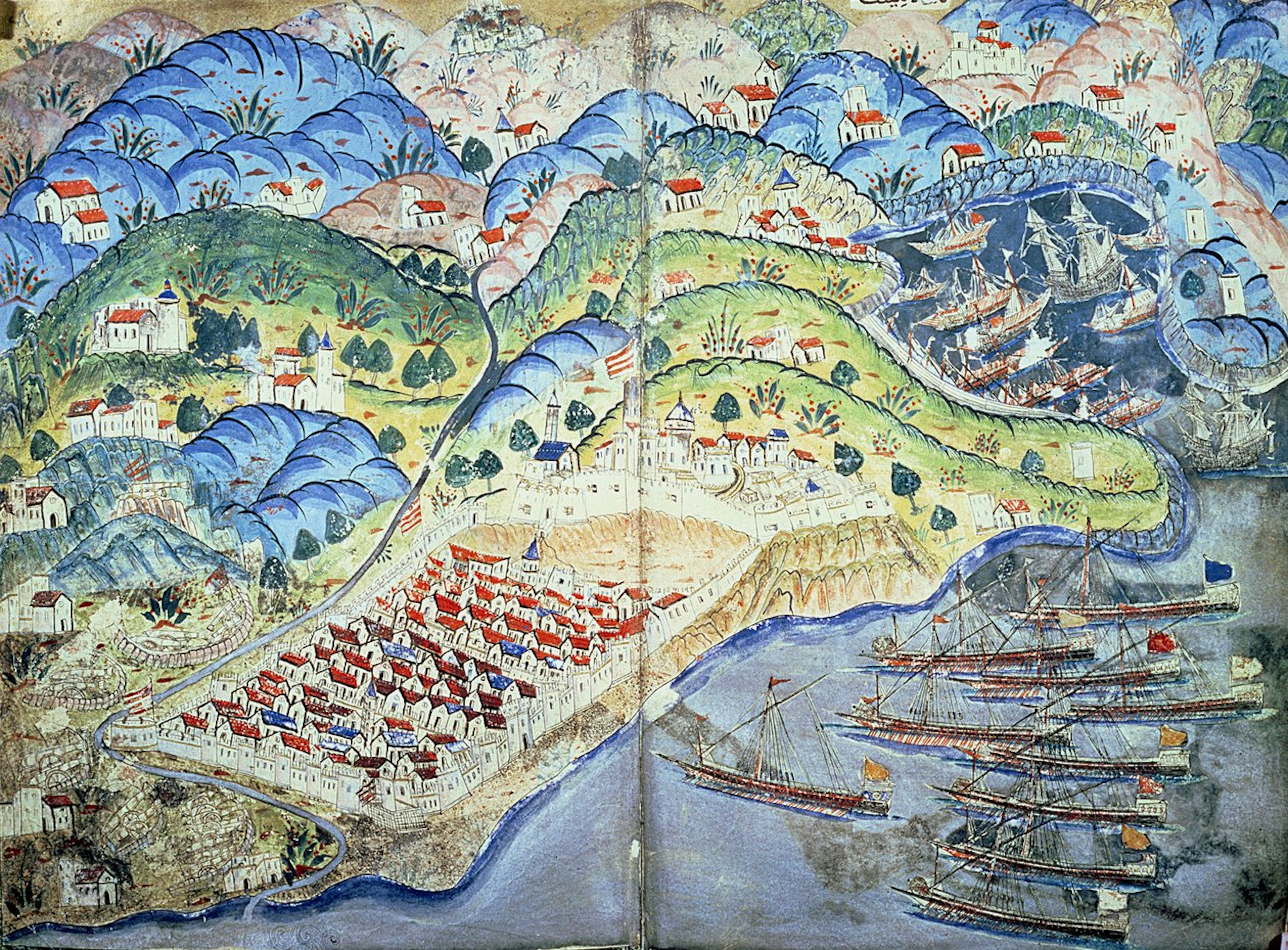
Rappresentazione ottomana dell'assedio di Nizza (Matrakçı Nasuh, XVI secolo).

Nel frattempo nel Mediterraneo erano in corso altre azioni. Nel mese di aprile 1543, il Sultano aveva posto la flotta di Hayreddin Barbarossa a disposizione del re di Francia. Barbarossa lasciò i Dardanelli con più di un centinaio di galee e fece razzie lungo la rotta fino alle coste italiane, giungendo a luglio a Marsiglia, accolto da François de Bourbon, conte di Enghien, comandante della flotta francese. Il 6 agosto le flotte congiunte francese e ottomana giunsero nel porto di Nizza e sbarcarono le truppe a Villefranche; seguì l'assedio della città. Nizza cadde il 22 agosto, anche se la cittadella resistette fino alla revoca dell'assedio, l'8 settembre.
Barbarossa era a quel punto in passivo; il 6 settembre minacciò di partire se non gli fossero stati dati finanziamenti per rifornire la sua flotta. In risposta, Francesco ordinò che la città di Tolone — fatta eccezione per i "capifamiglia" — venisse evacuata, e che la città fosse data al Barbarossa, per essere utilizzata come base per la sua armata di 30 000 uomini per i successivi otto mesi. Francesco, sempre più imbarazzato dalla presenza ottomana, non fu disposto ad aiutare Barbarossa a riconquistare Tunisi, cosicché la flotta ottomana, accompagnata da cinque galee francesi al comando di Antoine Escalin des Aimars, si mise in navigazione verso Costantinopoli nel maggio 1544, saccheggiando le coste della Campania lungo la rotta.

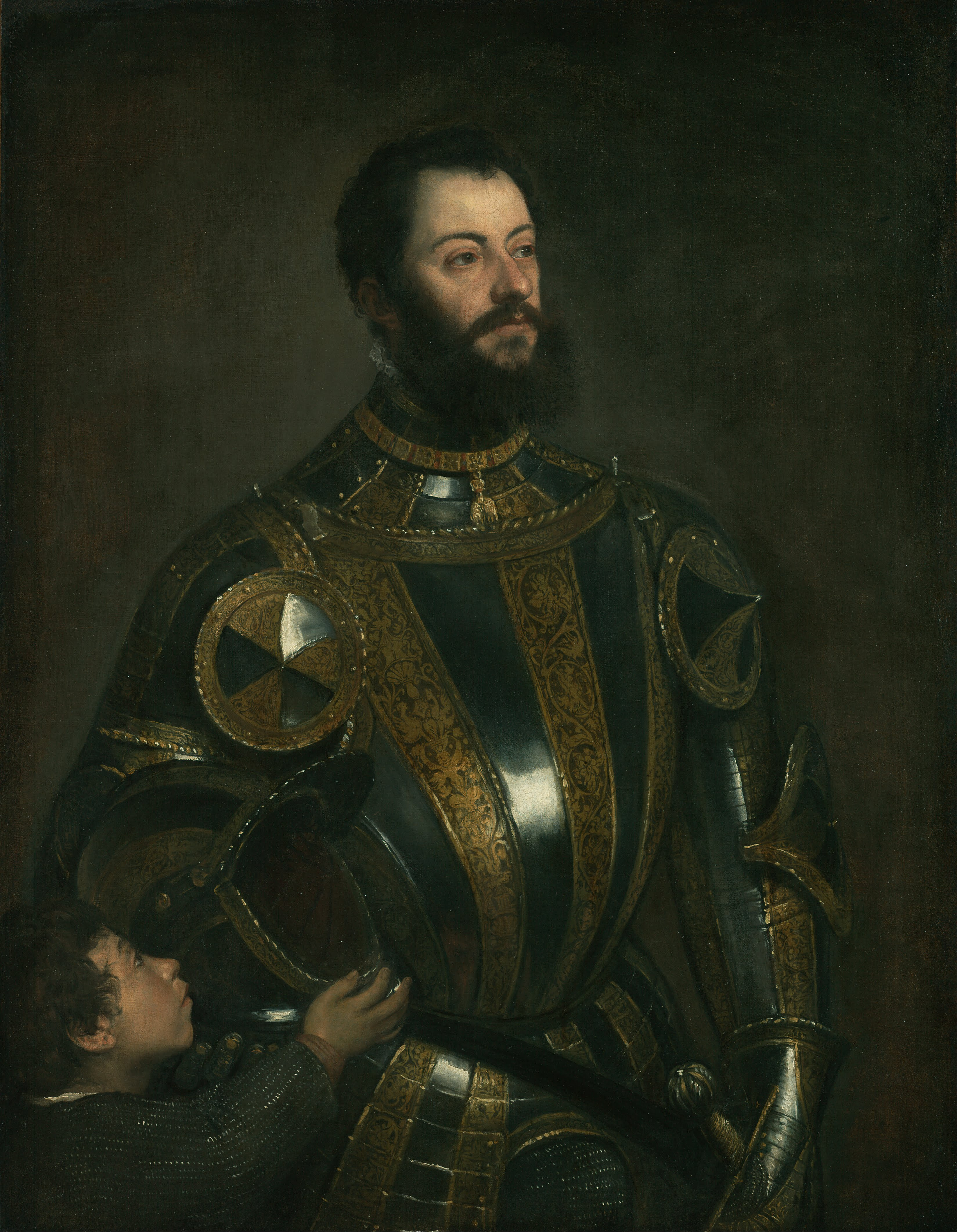
Ritratto di Alfonso d'Avalos, Marchese del Vasto, in armatura con un paggio (olio su tela di Tiziano, c. 1533). D'Avalos venne sconfitto dai francesi nella battaglia di Ceresole, ma vinse poi la successiva battaglia di Serravalle.

In Piemonte, nel frattempo, si era creata una situazione di stallo tra i francesi, comandati da Guigues Guiffrey, e l'esercito imperiale, al comando di Alfonso III d'Avalos; d'Avalos aveva catturato la fortezza di Carignano, e i francesi l'avevano assediata sperando di costringere l'esercito imperiale a una battaglia decisiva. Durante l'inverno del 1543-1544, Francesco rafforzò in modo significativo il suo esercito, mettendo Enghien al comando. D'Avalos, anche lui notevolmente rafforzato, avanzò per alleviare gli sforzi di Carignano e l'11 aprile 1544 i due eserciti si affrontarono in una delle poche battaglie campali del periodo a Ceresole. Anche se i francesi risultarono vittoriosi, l'invasione della Francia messa in atto da Carlo ed Enrico costrinse Francesco a richiamare gran parte del suo esercito piemontese, lasciando Enghien senza le truppe di cui aveva bisogno per prendere Milano. La vittoria di d'Avalos su un esercito mercenario italiano al servizio dei francesi nella battaglia di Serravalle, ai primi di giugno 1544, portò poi alla fine le campagne in Italia.

## Invasione della Francia
Il 31 dicembre 1543 Enrico e Carlo avevano firmato un nuovo trattato impegnandosi a invadere personalmente la Francia entro il 20 giugno 1544, ognuno fornendo un esercito di non meno di 35 000 fanti e 7 000 cavalieri. Contro queste forze Francesco poté radunare circa 70 000 uomini richiamandoli dai vari eserciti. La campagna però non sarebbe potuta incominciare fino a quando Enrico e Carlo non avessero risolto i propri conflitti personali, rispettivamente con la Scozia e con i principi tedeschi. Il 15 maggio Enrico venne informato da Edward Seymour, I duca di Somerset, che, dopo le sue incursioni la Scozia non era più in grado di minacciarlo; egli allora cominciò a fare i preparativi per una campagna personale in Francia, contro il parere del suo Consiglio e dell'Imperatore, il quale pensava che la sua presenza sarebbe stata un ostacolo. Carlo aveva nel frattempo raggiunto un'intesa con i principi della Dieta di Spira, e i principi elettori di Sassonia e Brandeburgo avevano accettato di unirsi alla sua invasione della Francia.
Dal maggio 1544 due eserciti imperiali si concentravano per invadere la Francia: uno, al comando di Ferrante Gonzaga, viceré di Sicilia, a nord del Lussemburgo e l'altro, al comando dello stesso Carlo, nel Palatinato. Il 25 maggio Gonzaga conquistò il Lussemburgo e marciò verso Commercy e Ligny, emanando un proclama nel quale si diceva che l'imperatore era venuto a rovesciare «un tiranno alleato dei turchi». L'8 luglio Gonzaga assediò Saint Dizier e Carlo, con il secondo esercito, si unì presto a lui.

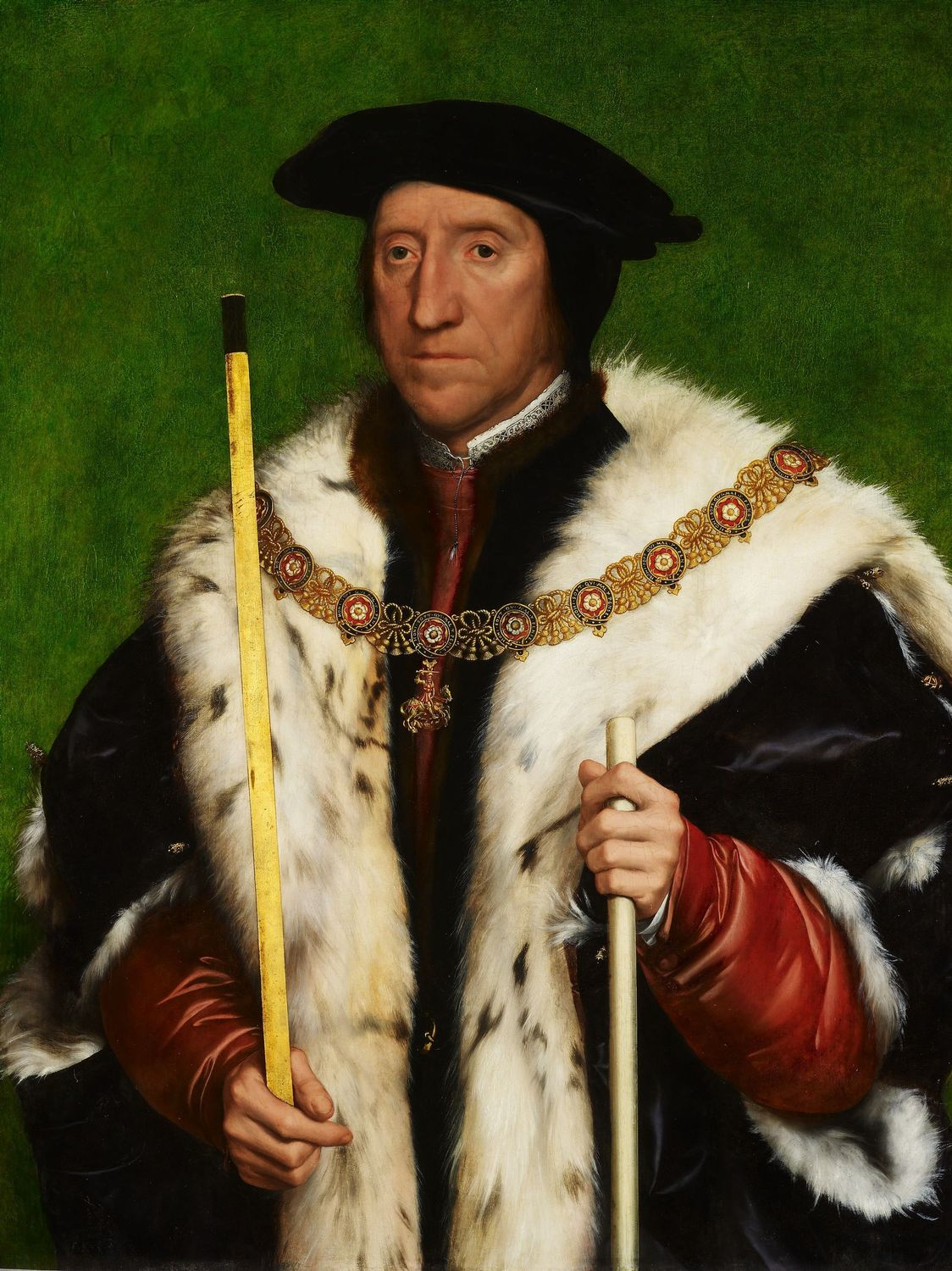
Thomas Howard, III duca di Norfolk (olio su tavola di Hans Holbein, 1539). Inviato in Francia da Enrico VIII, Norfolk comandò le truppe inglesi nel corso del non fruttuoso assedio di Montreuil.

Enrico, nel frattempo, aveva inviato un esercito di circa 40 000 uomini a Calais sotto il comando congiunto di Thomas Howard, III duca di Norfolk e Charles Brandon, I duca di Suffolk. Mentre Enrico continuava a discutere con l'imperatore degli obiettivi della campagna e della sua presenza in Francia, questo imponente esercito si muoveva lentamente e senza meta in territorio francese. Alla fine Enrico decise che l'esercito avrebbe dovuto essere diviso. Norfolk, a cui fu ordinato di assediare Ardres o Montreuil, avanzò verso quest'ultima, ma non fu in grado di montare un assedio efficace, lamentandosi delle forniture inadeguate e della scarsa organizzazione. A Suffolk fu ordinato di attaccare Boulogne; il 14 luglio, Enrico attraversò a Calais e si mosse per raggiungere Suffolk. L'assedio di Boulogne ebbe inizio il 19 luglio — nonostante le proteste dell'Imperatore, che insisteva sul fatto che Enrico avrebbe dovuto avanzare verso Parigi.
Carlo stesso, d'altra parte, era ancora in ritardo a Saint-Dizier, la città, fortificata da Girolamo Marini e difesa da Luigi IV di Bueil, conte di Sancerre, che continuava a resistere contro il massiccio esercito imperiale. Il 24 luglio Carlo conquistò Vitry-le-François, da cui le forze francesi disturbavano le sue linee di rifornimento, e l'8 agosto i difensori di Saint-Dizier, a corto di rifornimenti, vennero a condizioni. Il 17 agosto i francesi capitolarono, e l'imperatore permise loro di lasciare la città con le bandiere al vento; la loro resistenza, per quarantuno giorni, aveva interrotto l'offensiva imperiale. Alcuni dei consiglieri di Carlo suggerirono il ritiro, ma l'imperatore non era disposto a perdere la faccia e continuò a muoversi verso Châlons, anche se al suo esercito fu impedito di procedere attraverso la Marna da forze francesi in attesa a Jâlons. Le truppe imperiali avanzarono rapidamente attraverso la provincia dello Champagne, conquistando Épernay, Châtillon-sur-Marne, Château-Thierry e Soissons.
I francesi non fecero alcun tentativo di intercettare Carlo. Le truppe, guidate da Jacques de Montgomery, saccheggiarono Lagny-sur-Marne, i cui cittadini si erano presumibilmente ribellati, ma non si cercò di affrontare l'esercito imperiale in avanzata. Parigi fu presa dal panico, anche se Francesco insisteva sul fatto che la popolazione non aveva nulla da temere. Carlo, infine, fermò la sua avanzata e tornò indietro l'11 settembre. Enrico, nel frattempo, stava dirigendo personalmente l'assedio di Boulogne, che cadde a seguito dell'apertura di una breccia nelle mura del castello lo stesso giorno. I difensori si arresero definitivamente alcuni giorni dopo.

## Trattato di Crépy
Carlo, a corto di fondi e con la necessità di affrontare la crescente inquietudine religiosa in Germania, chiese a Enrico di continuare la sua invasione o di permettergli di fare una pace separata. Enrico ricevette la lettera dell'imperatore quando Carlo aveva già concluso un trattato con Francesco (trattato di Crépy) che era stato firmato dai rappresentanti dei due monarchi a Crépy-en-Laonnais, in Piccardia, il 18 settembre 1544. Il trattato era stato promosso alla corte francese dalla sorella dell'Imperatore, Eleonora d'Asburgo, e dall'amante di Francesco, Anne de Pisseleu d'Heilly. Secondo i suoi termini, Francesco e Carlo avrebbero dovuto abbandonare ogni rivendicazione conflittuale e ripristinare lo status quo del 1538; l'Imperatore avrebbe abbandonato le sue pretese sul Ducato di Borgogna e il re di Francia avrebbe fatto lo stesso con Regno di Napoli, Fiandra e Artois. Il duca di Orléans avrebbe sposato la figlia di Carlo, Maria, oppure, a discrezione dell'imperatore, sua nipote Anna. Nel primo caso la sposa avrebbe ricevuto in dote i Paesi Bassi e la Franca Contea, nel secondo il Ducato di Milano. Francesco, nel frattempo, avrebbe concesso i ducati di Borbone, Châtellerault e Angoulême a suo figlio, e avrebbe abbandonato le proprie pretese sui territori del Ducato di Savoia, tra cui il Piemonte e la Savoia stessa. Infine, Francesco avrebbe aiutato Carlo contro gli ottomani ma non, almeno ufficialmente, contro gli eretici nei suoi domini. Venne firmato anche un secondo accordo segreto, secondo il quale Francesco avrebbe aiutato Carlo nella riforma della chiesa, indicendo un Concilio ecumenico, e sopprimendo, se necessario con la forza, il protestantesimo.
Il trattato fu mal ricevuto dal Delfino di Francia, il quale riteneva che suo fratello fosse stato favorito rispetto a lui, e da Enrico VIII, che credette che Carlo lo avesse tradito, ma anche dal sultano ottomano. Francesco avrebbe voluto soddisfare alcune delle condizioni, ma la morte del duca di Orléans, nel 1545, mise in discussione il trattato.

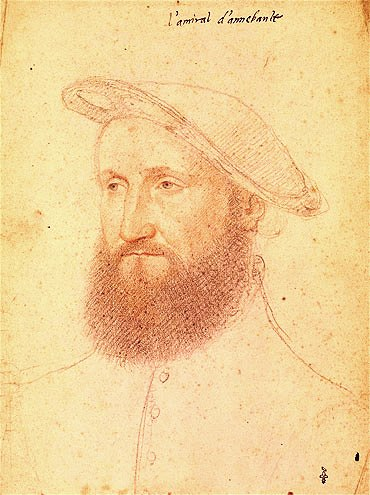
Ritratto di Claude d'Annebault (scuola di Jean Clouet, c. 1535). Pur non avendo alcuna esperienza di guerra navale, d'Annebault comandò la flotta d'invasione francese durante la spedizione contro l'Inghilterra.

## Boulogne e l'Inghilterra
Il conflitto tra Francesco ed Enrico andò avanti. L'esercito del Delfino avanzò verso Montreuil, costringendo Norfolk a togliere l'assedio; Enrico tornò in Inghilterra alla fine di settembre del 1544, ordinando a Norfolk e Suffolk di difendere Boulogne. I due duchi disobbedirono all'ordine ricevuto e ritirarono il grosso dell'esercito inglese a Calais, lasciando circa 4 000 uomini a difendere la città conquistata. L'esercito inglese, in inferiorità numerica, era ora intrappolato a Calais; il Delfino, lasciato incontrastato, concentrò i suoi sforzi nell'assedio di Boulogne. Il 9 ottobre un assalto francese riuscì quasi a riconquistare la città, ma venne ricacciato indietro quando le truppe cominciarono a dedicarsi prematuramente ai saccheggi. Colloqui di pace vennero tentati a Calais senza esito, in quanto Enrico rifiutò di prendere in considerazione la restituzione di Boulogne, e insistette affinché Francesco ponesse fine al suo appoggio agli scozzesi. Carlo, che era stato nominato mediatore tra Francesco ed Enrico, era intanto entrato lui stesso in contrasto con il re inglese.
Francesco aveva ora avviato un più impegnativo tentativo di forzare l'attacco a Enrico invadendo la stessa Inghilterra. Per questa impresa aveva assemblato un esercito di più di 30 000 uomini in Normandia e una flotta di circa 400 navi a Le Havre, tutto sotto il comando di Claude d'Annebault. Il 31 maggio 1545 una spedizione francese sbarcò in Scozia. Ai primi di luglio gli inglesi, sotto John Dudley, visconte Lisle, attaccarono la flotta francese, ma ebbero scarso successo a causa delle avverse condizioni atmosferiche. Tuttavia i francesi andarono incontro a una serie di incidenti: la nave ammiraglia di d'Annebault andò in fiamme, e la seconda si arenò. Lasciata Le Havre il 16 luglio, l'imponente flotta francese entrò nel Solent il 19 luglio e impegnò brevemente la flotta inglese, senza alcun effetto apparente. La principale vittima della schermaglia, la Mary Rose, affondò accidentalmente. I francesi sbarcarono sull'Isola di Wight il 21 luglio e di nuovo a Seaford il 25 luglio, ma queste operazioni abortirono e la flotta francese presto rientrò a bloccare Boulogne. D'Annebault fece una sortita finale vicino Beachy Head, il 15 agosto, ma si ritirò in porto dopo una breve scaramuccia.

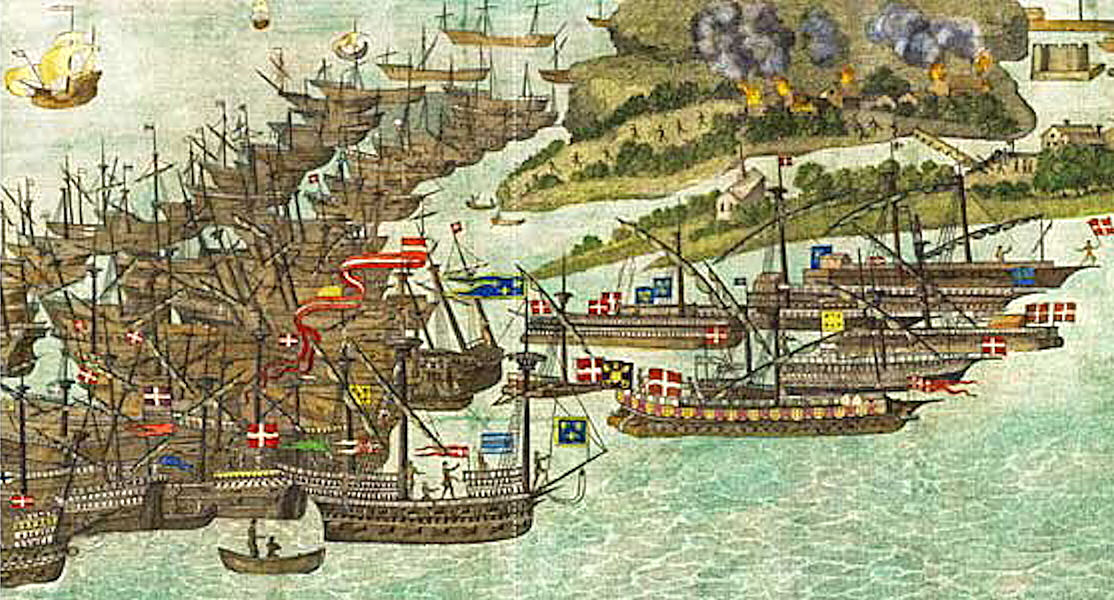
La flotta francese attacca l'isola di Wight (anonimo, XVI secolo).

## Trattato di Ardres

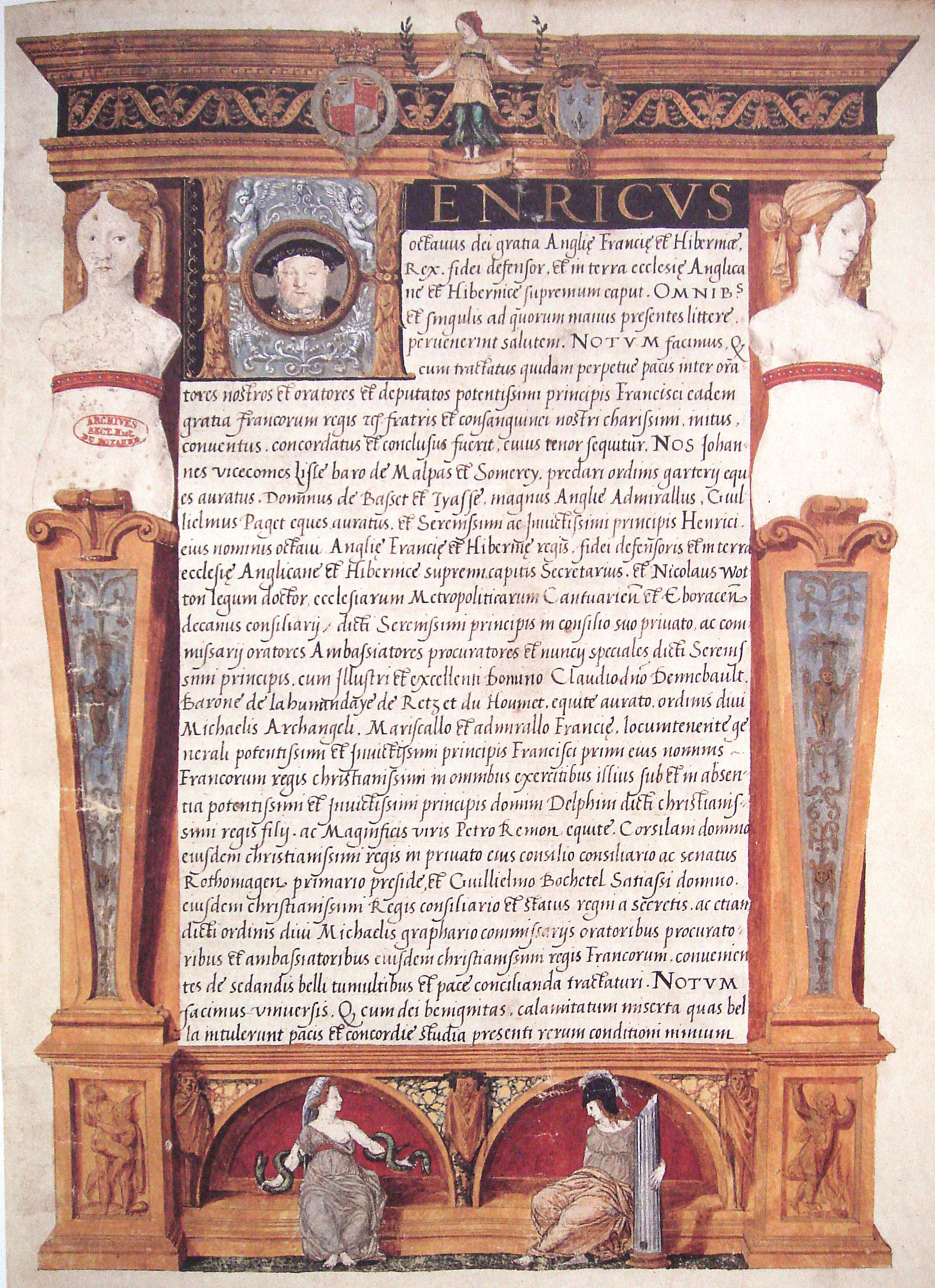
Ratifica del trattato di Ardres da parte di Enrico VIII (1546).

Nel settembre 1545 la guerra era in una situazione di stallo virtuale da entrambi i lati, in quanto i contendenti erano a corto di fondi e di truppe, avendo invano cercato aiuto presso i protestanti tedeschi. Enrico, Francesco e Carlo avevano tentato ampie manovre diplomatiche per sbloccare la situazione, ma nessuno dei tre aveva fiducia negli altri, e questo portò a scarsi effetti pratici. Nel gennaio 1546 Enrico inviò il conte di Hertford a Calais, apparentemente per preparare un'offensiva, che tuttavia non riuscì a concretizzarsi.
Francesco non poteva permettersi di riprendere una guerra su larga scala, ed Enrico era preoccupato solo per la sorte di Boulogne. I negoziati tra le due parti ripresero il 6 maggio. Il 7 giugno 1546 venne firmato il trattato di Ardres — anche noto come trattato di Camp — fra Claude d'Annebault, Pierre Ramon e Guillaume Bochetel per conto di Francesco, e John Dudley, William Paget e Nicholas Wotton per conto di Enrico. Secondo i suoi termini, Enrico avrebbe mantenuto Boulogne fino al 1554, per poi cederla in cambio di due milioni di écu. Nel frattempo nessuna delle due parti avrebbe costruito fortificazioni nella regione, e Francesco avrebbe ripreso il pagamento dei tributi a Enrico. Dopo aver sentito la somma richiesta per Boulogne, l'ambasciatore imperiale disse a Enrico che la città sarebbe rimasta in mano inglese in modo permanente.
Durante i negoziati per il trattato due mediatori protestanti, Hans Bruno di Metz e Johannes Sturm, erano preoccupati del fatto che la guerra di Enrico in Scozia fosse un ostacolo, visto che l'articolo XVI del trattavo prevedeva la pace anche in quel territorio. Enrico promise quindi di non attaccare gli scozzesi se non fossero subentrati opportuni motivi, e la guerra del brutale corteggiamento vide una tregua che si sarebbe protratta per 18 mesi.

## Conseguenze

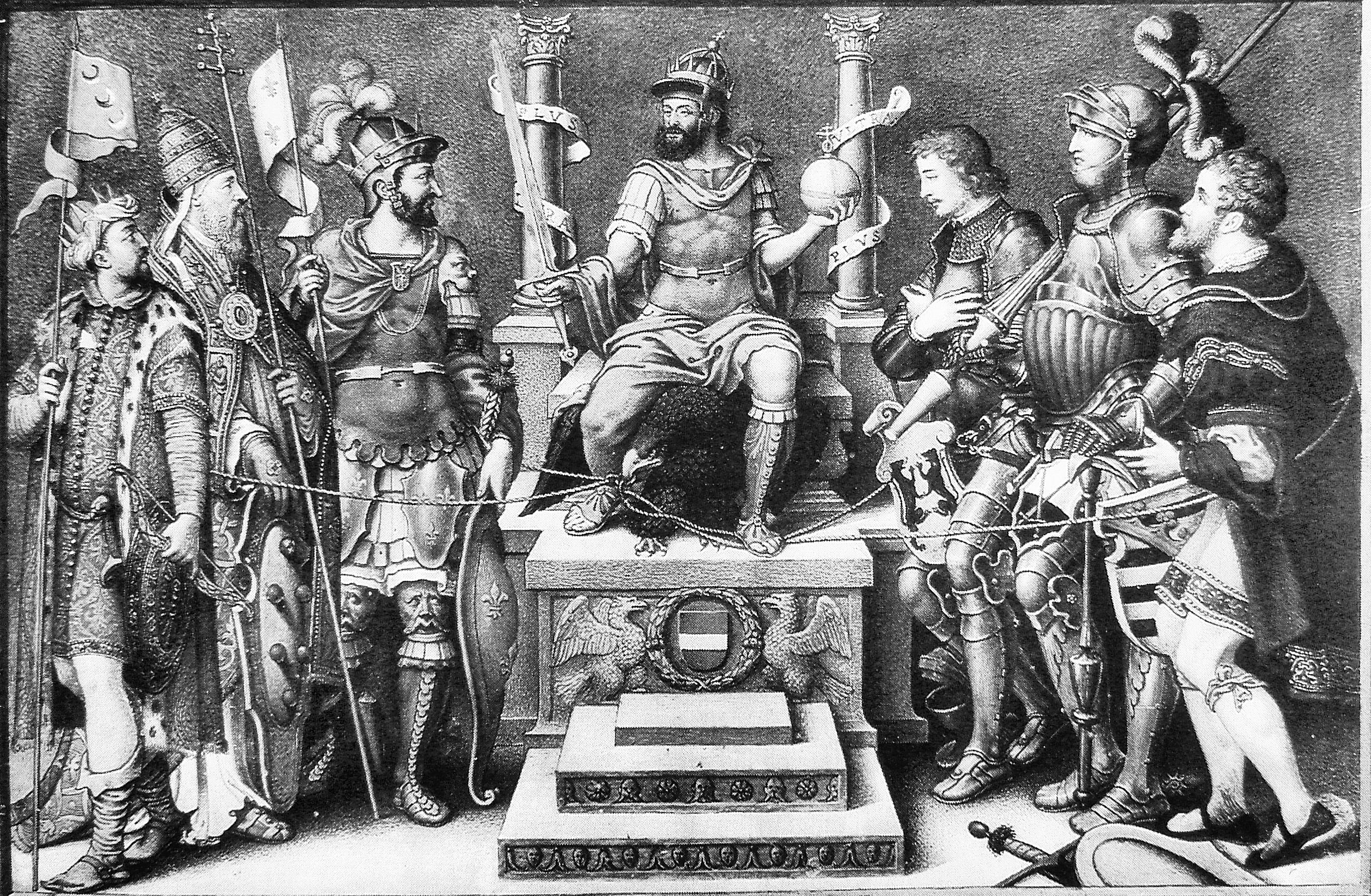
Carlo V sul trono attorniato dai suoi nemici sconfitti (Giulio Clovio, metà del XVI secolo). Da sinistra, Solimano il Magnifico, Papa Clemente VII, Francesco I, il duca di Cleves, l'Elettore di Sassonia e Filippo I d'Assia.

Disastrosa dal punto di vista finanziario, la guerra era stata il più costoso conflitto sia per Francesco sia per Enrico. In Inghilterra la necessità di fondi portò alle condizioni che Elton definì «un onere di imposte senza precedenti», così come allo svilimento sistematico del conio. Francesco impose una serie di nuove tasse e varò diverse riforme finanziarie. Non era, dunque, in grado di assistere i protestanti tedeschi, che erano ora impegnati nella guerra di Smalcalda contro l'imperatore; per il momento qualsiasi aiuto francese doveva essere rimandato e Carlo aveva già avuto la sua vittoria nella battaglia di Mühlberg. Per quanto riguarda Solimano, la sottoscrizione della tregua di Adrianopoli nel 1547 costituì un temporaneo arresto nella sua lotta contro gli Asburgo.
Enrico VIII morì il 28 gennaio 1547 e il 31 marzo morì anche Francesco. I successori di Enrico continuarono a essere coinvolti in Scozia. Quando, nel 1548, l'attrito con gli scozzesi portò alla ripresa delle ostilità intorno a Boulogne, essi decisero di evitare una "guerra su due fronti" restituendo la città con quattro anni d'anticipo, nel 1550. Le questioni che avevano causato la guerra, soprattutto le rivendicazioni dinastiche in Italia, rimasero irrisolte fino alla pace di Cateau-Cambrésis, che avrebbe concluso la Guerra italiana del 1551-1559 e sei decenni di conflitti.

### Esplicative
1. ↑  Knecht scrisse che «l'itinerario dell'imperatore da Loches verso nord evidentemente era stato ideato per mostrargli le principali realizzazioni artistiche del regno [di Francesco]», e che «nessuna spesa era stata risparmiata per rendere il suo soggiorno indimenticabile». In (Knecht, p. 392).
2. ↑  La proposta specificava, tuttavia, che i territori sarebbero tornati agli Asburgo se Maria fosse morta senza figli. Vennero considerati diversi altri matrimoni tra Asburgo e Valois, in particolare quello tra il figlio di Carlo, Filippo, e Giovanna III di Navarra. In Knecht, p. 394.
3. ↑  Knecht, p. 394. Knecht, citando Brandi, definisce la proposta di alleanza «una lega in difesa della cristianità». In (Knecht, p. 394).
4. ↑  Knecht, p. 395. Il fallimento dei negoziati portò alla caduta di Anne de Montmorency, che era stato il loro principale sostenitore; per maggiori dettagli, vedere Knecht, pp. 395-397.
5. ↑  Knecht, p. 487. Fra gli altri fattori, i protestanti tedeschi erano critici nei confronti del trattamento riservato in Francia agli ugonotti.
6. ↑  Knecht, p. 479. Venne ucciso anche Cesare Fregoso, un diplomatico al servizio della Francia, in viaggio verso la Repubblica di Venezia.
7. ↑  Knecht, p. 479. Francesco richiese personalmente l'intervento del Papa.
8. ↑  Knecht, p. 479. Le truppe imperiali abbandonarono i propri cavalli — quelli che i soldati non erano stati costretti a mangiare — e i propri cannoni durante la ritirata.
9. ↑  La questione di stile regale venne finalmente risolta facendo riferimento a Enrico come "Difensore della Fede, ecc" nei documenti finali. Scarisbrick, pp. 388-389.
10. ↑  Elton sostiene che l'unica spiegazione per questa mossa sia che Enrico credesse conclusa la questione scozzese. Elton, G. R., England Under the Tudors, p. 194.
11. ↑  La resa di Guglielmo rese inutile il suo matrimonio con Giovanna III di Navarra, che venne annullato nel 1545. Knecht, p. 487.
12. ↑  Knecht, p. 489. Gli ottomani aprirono una moschea, ricavandola dalla cattedrale della città, e un mercato degli schiavi, colpendo negativamente gli osservatori europei. Questi rimasero invece favorevolmente impressionati dalla rigida disciplina delle truppe ottomane.
13. ↑  Knecht dà come data di partenza della flotta il 23 maggio, mentre Setton parla del 26 dello stesso mese. Setton sottolinea inoltre che il Sultano avrebbe ricordato all'ambasciatore francese che «avevate promesso di pagare per i rifornimenti della flotta». Setton, Papacy and the Levant, p. 473.
14. ↑  Il numero costituì un record per quel secolo; vedere John A. Lynn, "Recalculating French Army Growth during the Grand Siêcle, 1610–1715", in Rogers, Military Revolution, 117–148.
15. ↑  Francesco tentò di inviare un'ambasciata alla dieta, ma gli venne negato un salvacondotto; Knecht scrive che il suo araldo «è stato rimandato a casa dopo che gli era stato detto che meritava di essere impiccato». Knecht, p. 490.
16. ↑  Scarisbrick racconta che Norfolk aveva scritto al Concilio Privato che «si sarebbe aspettato di sapere, prima di allora, dove sarebbe dovuto andare». Scarisbrick, p. 394.
17. ↑  Enrico non era in grado di andare a cavallo, e venne portato con una lettiga. Elton osserva che «a cinquantaquattro anni Enrico era in realtà un vecchio». Elton, G. R, England Under the Tudors, p. 195.
18. ↑  Knecht osserva che Marini è stato «uno dei migliori ingegneri militari del suo tempo». Knecht, p. 491.
19. ↑  Scarisbrick, Henry VIII, 395. Enrico, apparentemente, apprezzò molto il procedere dell'assedio.
20. ↑  Carlo avrebbe fatto la scelta della sposa entro quattro mesi dal trattato. Knecht, p. 493.
21. ↑  Blockmans osserva che Francesco si era impegnato a fornire 10 000 fanti e 400 cavalieri a Carlo per la lotta comune contro i protestanti. Knecht, p. 493.
22. ↑  Knecht, citando Rozet, Lembey e Charriere, osserva che il Sultano «avrebbe quasi voluto impalare l'ambasciatore francese». Knecht, p. 494.
23. ↑  Anche se d'Annebault aveva il titolo di "ammiraglio", non aveva alcuna esperienza di guerra navale. Phillips, pp. 50-51.
24. ↑  Lo sforzo bellico inglese era costato quasi due milioni di sterline. Francesco aveva bisogno di più di due milioni di scudi solo per la sua marina, e avrebbe dovuto spendere quasi 250 000 scudi all'anno in nuove fortificazioni. Knecht, p. 503.
25. ↑  Knecht scrive che «nel mese di novembre [1546], Annebault dichiarò che l'alleanza imperiale doveva essere preservata a tutti i costi, indipendentemente dai protestanti. Nel gennaio 1547, però, la situazione militare era diventata così inquietante per i protestanti che Francesco vide la necessità di rafforzare la loro difesa». Knecht, p. 518.

### Bibliografiche
1. ↑  Knecht, pp. 385-387.
2. ↑  Knecht, pp. 380-391.
3. ↑  Knecht, pp. 391-393.
4. ↑  Knecht, pp. 394-395.
5. ↑  Knecht, p. 396.
6. ↑  Knecht, pp. 478-479.
7. 1 2  Knecht, p. 479.
8. ↑  Knecht, pp. 144-145.
9. 1 2 3 4 5  Blockmans, p. 72.
10. ↑  Knecht, pp. 479-480.
11. 1 2 3  Black, p. 80.
12. 1 2  Knecht, p. 480.
13. ↑  Per maggiori dettagli sulla rivolta della "gabella" si veda Knecht, pp. 480-483.
14. 1 2 3 4  Knecht, p. 486.
15. ↑  Scarisbrick, pp. 388-389.
16. 1 2 3  Scarisbrick, p. 389.
17. ↑  Knecht, pp. 486-487.
18. 1 2 3  Knecht, p. 487.
19. ↑  Blockmans and Prevenier, Promised Lands, 232; Hughes, Early Modern Germany, 57.
20. ↑  Arnold, Renaissance at War, 180,
21. ↑  Knecht, pp. 487-488.
22. ↑  Knecht, pp. 488-489.
23. 1 2  Knecht, p. 489.
24. 1 2 3 4  Arnold, Renaissance at War, 180.
25. ↑  Blockmans, pp. 72-73.
26. ↑  Crowley, Empires of the Sea, 75–79.
27. ↑  Setton, Papacy and the Levant, pp. 472-473.
28. 1 2 3 4  Knecht, p. 490.
29. ↑  Scarisbrick, pp. 393-394.
30. 1 2 3 4 5 6  Blockmans, p. 73.
31. ↑  Knecht, pp. 490-491.
32. 1 2 3 4  Black, p. 81.
33. 1 2 3 4 5 6 7  Knecht, p. 491.
34. ↑  Scarisbrick, p. 394.
35. ↑  Scarisbrick, pp. 394-395.
36. 1 2 3 4 5 6  Elton, G. R, England Under the Tudors, p. 195.
37. 1 2 3  Scarisbrick, p. 395.
38. ↑  Knecht, pp. 491-492.
39. 1 2  Knecht, p. 492.
40. ↑  Knecht, pp. 492-493.
41. 1 2 3 4  Knecht, p. 493.
42. 1 2 3  Phillips, p. 47.
43. 1 2 3  Blockmans, p. 74.
44. ↑  Armstrong, p. 28.
45. ↑  Armstrong, pp. 28-29.
46. ↑  Knecht, pp. 493-494.
47. ↑  Scarisbrick, p. 396.
48. ↑  Knecht, p. 494.
49. ↑  Scarisbrick, pp. 395-396.
50. ↑  Scarisbrick, pp. 396-397.
51. ↑  Phillips, pp. 47, 51-52.
52. ↑  Scarisbrick, p. 397.
53. ↑  Phillips, pp. 48-50.
54. ↑  Knecht, p. 501.
55. ↑  Scarisbrick, pp. 397-398.
56. ↑  Scarisbrick, pp. 398-399.
57. 1 2 3 4 5  Knecht, p. 502.
58. ↑  Knecht, pp. 501-502.
59. ↑  Scarisbrick, p. 401.
60. ↑  Scarisbrick, pp. 401-402.
61. 1 2  Knecht, pp. 503-503.
62. ↑  Scarisbrick, pp. 399-400.
63. ↑  Scarisbrick, pp. 404-407.
64. 1 2  Scarisbrick, p. 408.
65. ↑  Knecht, p. 503.
66. ↑  Gairdner and Brodie, Letters & Papers, 507–9.
67. 1 2  Scarisbrick, p. 409.
68. ↑  Gairdner and Brodie, Letters & Papers, 508.
69. 1 2 3  Phillips, p. 52.
70. ↑  Merriman, Rough Wooings, 163, 195–201.
71. ↑  Knecht, pp. 504-507.
72. ↑  Knecht, pp. 517-518.
73. ↑  Kinross, Ottoman Centuries, 234–235.
74. ↑  Knecht, pp. 541-542.